# Raymond Atteveld
Raymond Atteveld (Amsterdam, 8 september 1966) is een oud-voetballer en huidig voetbaltrainer.

## Spelerscarrière
Hij debuteerde als verdediger namens FC Haarlem op 17 augustus 1985 in de uitwedstrijd tegen PSV in de eredivisie en speelde nadien nog 326 competitiewedstrijden voor achtereenvolgens Everton FC, West Ham United, Bristol City, SV Zulte Waregem, Roda JC, Vitesse, FC Groningen en ADO Den Haag. Op 21 september 2001 speelde Atte namens ADO Den Haag zijn laatste wedstrijd in het betaalde voetbal.

## Trainerscarrière
Na zijn actieve carrière richtte de Amsterdammer zich op een loopbaan als trainer. In het begin deed hij dit op jeugdniveau bij zijn laatste club ADO Den Haag, later werd hij door het Roda JC-bestuur naar Kerkrade gehaald om te fungeren als assistent van trainer Huub Stevens. Na diens vertrek in de winterstop van het seizoen 2006/07 naar het Duitse HSV werd Atteveld doorgeschoven en gepromoveerd tot eindverantwoordelijke.
Begin april 2007 maakte Roda JC bekend hem voor twee jaar als hoofdtrainer te hebben vastgelegd; hiermee werd zijn interim aanstelling in deze functie omgezet tot een vast dienstverband. Op 18 februari 2008 tekent Atteveld in Kerkrade bij tot aan de zomer van 2010 op eredivisieniveau.
Op 7 oktober 2008 werd Atteveld door Roda JC op non-actief gesteld. Reden hiertoe waren volgens technisch directeur Martin van Geel de slechte resultaten over het kalenderjaar 2008 en de verstoorde relaties met een aantal personen binnen de spelersgroep. In tien maanden tijd wist Atteveld maar twee wedstrijden te winnen. Na het op non-actief zetten door Roda JC, begint Atteveld een arbitragezaak tegen zijn voormalig werkgever.
Vanaf 17 april 2009 is Atteveld werkzaam als trainer van ADO Den Haag, hij volgt daar André Wetzel op. Op 30 maart 2010 werd hij ontslagen en opgevolgd door Maurice Steijn.
Op 7 februari 2011 wordt bekend dat Atteveld is aangesteld als hoofdtrainer van het Cypriotische AEL Limassol.
Dat avontuur eindigde enkele maanden later alweer waarna Atteveld een jaar als jeugdtrainer werkte bij Banants Jerevan in Armenië. In juli 2013 werd hij als adviseur en jeugdtrainer bij Kairat Almaty in Kazachstan. Atteveld was van 2016 tot 2019 hoofd jeugdopleidingen bij Maccabi Tel Aviv. In 2019 werd hij hoofdtrainer van Beitar Tel Aviv Bat Yam. Een jaar later tekende hij een éénjarig contract bij Maccabi Netanja op het hoogste niveau in Israël. Medio 2022 werd hij assistent van Patrick van Leeuwen bij het Oekraïense Zorja Loehansk. Medio 2023 volgde hij Van Leeuwen naar Sjachtar Donetsk. Op 16 oktober 2023 werd de staf vanwege tegenvallende prestaties ontslagen.